# Старый Куринский
Старый Куринский — хутор в Апшеронском районе Краснодарского края России. Входит в состав Куринского сельского поселения.

## География

### Улицы
- ул. Береговая,
- ул. Туапсинская.

## Население
| 2002 | 2010 |
| ---- | ---- |
| 64   | ↘62  |